# Clairoix
Clairoix – miejscowość i gmina we Francji, w regionie Hauts-de-France, w departamencie Oise.
Według danych na rok 1990 gminę zamieszkiwały 1614 osoby, a gęstość zaludnienia wynosiła 343 osoby/km² (wśród 2293 gmin Pikardii Clairoix plasuje się na 166. miejscu pod względem liczby ludności, natomiast pod względem powierzchni na miejscu 903.).